# Вьянж
Вьянж (фр. Vianges) — коммуна во Франции, находится в регионе Бургундия. Департамент коммуны — Кот-д’Ор. Входит в состав кантона Льерне. Округ коммуны — Бон.
Код INSEE коммуны — 21675.

## Население
Население коммуны на 2010 год составляло 61 человек.
| 1962 | 1968 | 1975 | 1982 | 1990 | 1999 | 2010 |
| ---- | ---- | ---- | ---- | ---- | ---- | ---- |
| 101  | 105  | 81   | 65   | 50   | 61   | 61   |

## Экономика
В 2010 году среди 33 человек трудоспособного возраста (15—64 лет) 26 были экономически активными, 7 — неактивными (показатель активности — 78,8 %, в 1999 году было 63,3 %). Из 26 активных жителей работали 24 человека (13 мужчин и 11 женщин), безработных было 2 (1 мужчина и 1 женщина). Среди 7 неактивных 5 человек были учениками или студентами, 1 — пенсионером, 1 был неактивным по другим причинам.